# Michael D. Morley
Pour les articles homonymes, voir Morley.
Michael Darwin Morley, né le 29 septembre 1930 à Youngstown (Ohio) et mort le 11 octobre 2020 à Sayre (Pennsylvanie), est un mathématicien américain qui travaille en logique mathématique, plus particulièrement en théorie des modèles.

## Carrière
Morley étudie à l'université Case Western Reserve (bachelor en 1951) et travaille ensuite, de 1955 à 1961 au Laboratory for Applied Sciences de l'université de Chicago. Il obtient un Ph.D. en 1962 à l'université de Chicago sous la supervision effective de Robert Lawson Vaught (titre de la thèse : « Categoricity in Power »). Morley est ensuite instructeur à l'université de Californie à Berkeley, en 1963 professeur assistant à l'université du Wisconsin. À partir de 1966, il travaille à l'université Cornell, où il est, de 1984 à 1995, Director of Undergraduate Studies en mathématiques et devient professeur émérite en 2002.

## Recherche
Dans sa thèse, Morley démontre un théorème important de la théorie des modèles, le théorème de catégoricité de Morley : une théorie dénombrable qui est catégorique pour une cardinalité non dénombrable est catégorique pour toute autre cardinalité non dénombrable. Saharon Shelah a étendu en 1974 ce théorème aux théories non dénombrables. Pour ce résultat, Morley obtient en 2003 le Prix Leroy P. Steele. De 1986 à 1989 il était président de l’Association for Symbolic Logic.

## Publications (sélection)
- Michael Morley, « Categoricity in Power », Transactions of the American Mathematical Society, vol. 114, no 2,‎ 1965, p. 514–538 (ISSN 0002-9947, DOI 10.2307/1994188, JSTOR 1994188)
- Michael Morley, « Partitions and models », dans M. H. Löb (éditeur), Proceedings of the summer school in logic, Leeds, 1967, Springer-Verlag, coll. « Lecture Notes in Mathematics » (no 70), 1968, p. 109-158 — Récension : Wilfrid Hodges, « Morley Michael. Partitions and models. Proceedings of the summer school in logic, Leeds, 1967 », The Journal of Symbolic Logic, vol. 39, no 01,‎ 2014, p. 182–183 (ISSN 0022-4812, DOI 10.2307/2272373).
- Michael Morley, « Decidable models », Israel Journal of Mathematics, vol. 25, nos 3-4,‎ 1976, p. 233–240 (DOI 10.1007/BF02757002, MR 457190)
- (en) Michael Morley (éditeur), Studies in model theory, Englewood Cliffs (N.J.), The Mathematical Association of America, coll. « Studies in mathematics » (no 8), 1973, vii+197 (ISBN 0-88385-100-8 et 0-88385-108-3, BNF 37366351).